# Union sportive tourquennoise
 (juillet 2017).
Si vous disposez d'ouvrages ou d'articles de référence ou si vous connaissez des sites web de qualité traitant du thème abordé ici, merci de compléter l'article en donnant les références utiles à sa vérifiabilité et en les liant à la section « Notes et références ».
Maillots
L’Union sportive tourquennoise, abrégé en US tourquennoise ou US Tourcoing, est un club de football français fondé en 1898 et situé à Tourcoing dans le Nord.
Le club a eu une riche histoire avant la Première Guerre mondiale. L'US tourquennoise remporte en effet avant 1914 quatre fois le titre de champion du Nord de l'USFSA et une fois le titre de champion de France de l'USFSA, en 1910.
Après guerre, l'US tourquennoise continue de faire partie des meilleurs clubs du Nord en remportant trois fois le championnat du Nord en 1920, 1928 et 1932. Le club passe professionnel en 1933 mais abandonne ce statut dès 1935 après seulement deux saisons de deuxième division. En 1945, les dirigeants du club rentrent dans l'organigramme de l'équipe professionnelle du nouveau Club olympique Roubaix-Tourcoing, tandis que l'US Tourcoing garde son indépendance. Le CO Roubaix-Tourcoing devient champion de France en 1947 avant que les dirigeants tourquennois ne quittent l'aventure en 1957. Le club joue ensuite pendant deux saisons au plus haut niveau amateur entre 1966 et 1968. Depuis, l'US Tourcoing a oscillé entre les derniers niveaux nationaux et le niveau régional.
Douze joueurs du club ont été sélectionnés en équipe de France, dont notamment Gabriel Hanot dans les années 1910, futur journaliste à L'Équipe et connu pour avoir participé au lancement de la Coupe d'Europe des clubs champions et du Ballon d'or.

## Historique

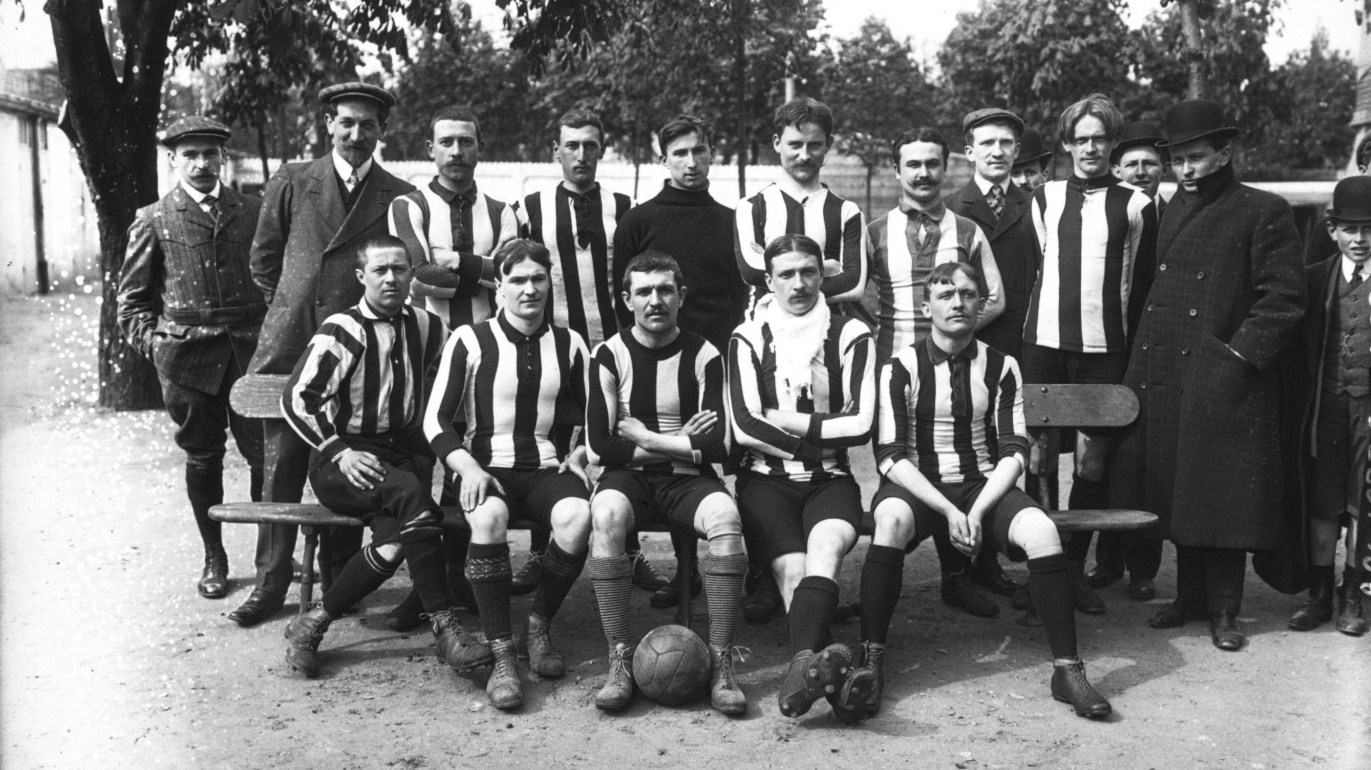
L'Union sportive tourquennoise le 1 mai 1910 avant la finale du championnat de France de l'USFSA 1910.

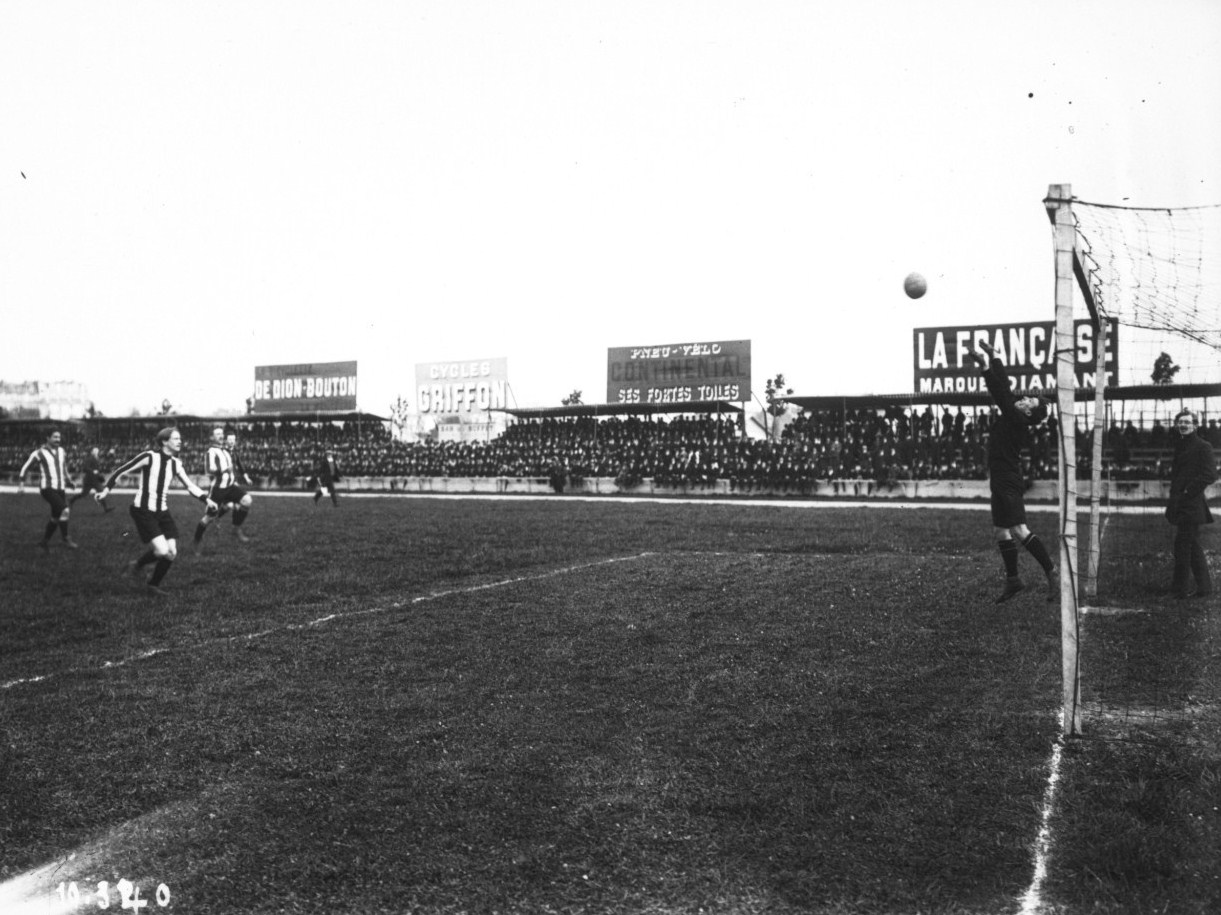
Finale du championnat de France de l'USFSA entre l'US Tourcoing et le SH Marseille.

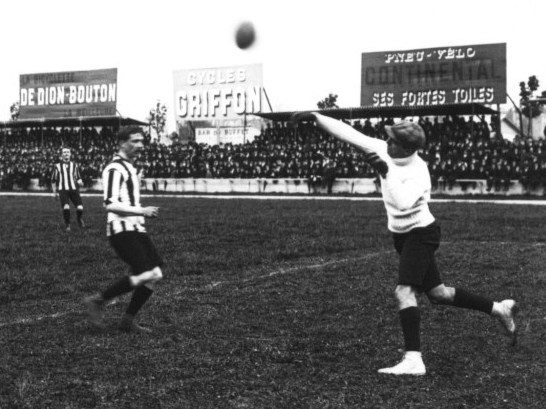
Finale du championnat de France de l'USFSA entre l'US Tourcoing et le SH Marseille.

Le club est fondé le 12 mai 1898, sous l'impulsion d'un surveillant du Lycée Gambetta : Albert Fromentin (celui-ci laisse d'ailleurs son nom à l'un des stades de la cité tourquenoise), en compagnie d'anciens élèves de ce même Lycée, dont Fernand Desrousseaux, futur international au poste de gardien de but. Les couleurs sont le noir et blanc. Le club participe dès sa première saison d'existence au Championnat du Nord USFSA, et le remporte en 1900, 1909, 1910 et 1912, l'US Tourcoing atteint trois fois les demi-finales du championnat de France (1900, 1909 et 1912) et enlève le titre national en 1910. En finale, l'US Tourcoing s'impose 7-2 face au Stade helvétique de Marseille le 1er mai 1910 au Parc des Princes. 
Tourcoing est à son apogée et plusieurs joueurs se doivent d'être cité ici : Adrien Filez (seul provincial sélectionné en 1904 pour le premier match de l'équipe de France de football), Gabriel Hanot, Victor Denis et Jules Dubly notamment.
Champion du Nord en 1920 et 1928, les Ustiens disputent la demi-finale de la Coupe de France en 1921. Face au redoutable Olympique de Paris, Tourcoing s'incline à la 114e minute…
Toujours présent en Coupe de France (quart de finaliste en 1922 et 1926) ou en championnat (champion du Nord en 1933, le club qui fournit encore des joueurs à l'équipe de France (Maurice Depaepe, Victor Farvacques et Jean Sécember) opte pour le statut professionnel en 1933. Admis en Division 2 l'année de sa création, l'US Tourcoing ne parvient pas à s'en extraire. L'UST abandonne le statut professionnel en juin 1938.
À la Libération, l'UST participe activement à la création du CO Roubaix-Tourcoing. L'UST retrouve son indépendance en 1957. Un an plus tard, Charles Van de Veegaete, cofondateur du club omnisports en 1898, décède. Le stade Albert Fromentin est rebaptisé Stade Charles Van de Veegaete. Depuis lors, l'UST se contente d'évoluer très modestement en compétitions amateurs (Division 4).
L'U.S.Tourcoing a fusionné le 30 juin 1990 avec l'AS Jean-Macé Tourcoing (l'un des meilleurs clubs UFOLEP de la région et évoluant en DH en 1990), pour devenir le Tourcoing F.C. (T.F.C.), les nouvelles couleurs sont le jaune, blanc et noir. Les présidents fondateurs du TFC sont Albert Vandenabaele (UST) et Roger Vandepeutte (ASJMT).
Le club évolue en CFA2 jusqu'en 2002, puis connu 4 descentes consécutives pour se retrouver en régionale en 2005.
L'international ivoirien Didier Drogba a joué dans les équipes de jeunes du T.F.C ainsi que le Lillois Yohan Cabaye. quand ils avaient une dizaine d'années Le club a été rebaptisé Union Sport Tourcoing Football Club (USTFC) en 2010. Les couleurs officielles redeviennent celles d'origine, le noir et blanc. Le président en exercice depuis 2009 est Fabien Desmet.
En 2014, le club remonte en CFA 2 après avoir passé plus de 10 ans dans les championnats régionaux. Le club de football réintègre la structure omnisports de l’UST générale en septembre 2018 et porte désormais l’appellation d’origine Union sportive tourquennoise.

## Stades et infrastructures
À sa création en 1898, l'US Tourcoing évoluait sur un terrain appelé « la pâture » au niveau de la rue Aubert.
Par la suite, un terrain et une tribune en dur sont aménagés rue de Gand, en partie grâce aux fonds apportés par Charles Van de Veegaete, directeur général aux établissements Desurmont, et l'un des fondateurs du club. Ce n'est qu'en 1923, que l'équipement est officiellement inauguré, stade Albert-Fromentin, du nom de l'ancien secrétaire et membre fondateur de l'UST. Les journaux de l'époque parlaient ainsi « d'installations somptueuses ». À la mort de Charles Van de Veegaete, le stade fut renommé en son nom.

## Résultats sportifs

### Palmarès
| Compétitions internationales                                                                            | Compétitions nationales | Compétitions régionales |
| --- | --- | --- |
| - Challenge international du Nord (1898-1914) (2) - Vainqueur : 1911 et 1913 - Finaliste : 1906 et 1912 | - Championnat de France de l'USFSA (1894-1919) (1) - Champion : 1910 - Championnat de France de football (1927-1929) - Finaliste : 1928 - Coupe de France - Meilleure performance : demi-finale en 1921 | - Championnat du Nord-Pas-de-Calais - Champion : 1920, 1928, 1932, 1965, 1992, 1996, 2014 - Championnat du Nord de l'USFSA (1894-1919) (4) - Champion : 1900, 1909, 1910, 1912 |

### Bilan saison par saison
| Saison    | Championnat           | Clas.       | Pts | J  | V  | N | D | Bp | Bc | Diff |
| --------- | --------------------- | ----------- | --- | -- | -- | - | - | -- | -- | ---- |
| 1899-1900 | Championnat du Nord   |             |     |    |    |   |   |    |    |      |
| 1899-1900 | Championnat de France | Demi-finale | –   | 1  | 0  | 0 | 1 | 0  | 4  | -4   |
| 1900-1901 | Championnat du Nord   |             |     |    |    |   |   |    |    |      |
| 1901-1902 | Championnat du Nord   |             |     |    |    |   |   |    |    |      |
| 1902-1903 | Championnat du Nord   |             |     |    |    |   |   |    |    |      |
| 1903-1904 | Championnat du Nord   |             |     |    |    |   |   |    |    |      |
| 1904-1905 | Championnat du Nord   |             |     |    |    |   |   |    |    |      |
| 1905-1906 | Championnat du Nord   |             |     |    |    |   |   |    |    |      |
| 1906-1907 | Championnat du Nord   |             |     |    |    |   |   |    |    |      |
| 1907-1908 | Championnat du Nord   |             |     |    |    |   |   |    |    |      |
| 1908-1909 | Championnat du Nord   |             |     |    |    |   |   |    |    |      |
| 1908-1909 | Championnat de France | Demi-finale | –   | 3  | 2  | 0 | 1 | 6  | 1  | +5   |
| 1909-1910 | Championnat du Nord   | 1 / 10      | 49  | 18 | 15 | 1 | 2 |    |    |      |
| 1909-1910 | Championnat de France | Vainqueur   | –   | 4  | 4  | 0 | 0 | 20 | 2  | +18  |
| 1910-1911 | Championnat du Nord   |             |     |    |    |   |   |    |    |      |
| 1911-1912 | Championnat du Nord   |             |     |    |    |   |   |    |    |      |
| 1912-1913 | Championnat du Nord   |             |     |    |    |   |   |    |    |      |
| 1913-1914 | Championnat du Nord   |             |     |    |    |   |   |    |    |      |

## Personnalités

### Présidents
- 1910-? :  Charles Van de Veegaete

### Entraîneurs
- 1960-1965 :  Henri Hiltl
- 1966-1968 :  Jean Baratte
- 1966-1969 :  André Cheuva
- ?-mai 2019 :  Reynald De Baets[9]
- mai 2019- :  Yacine Itoumaïne

### Joueurs

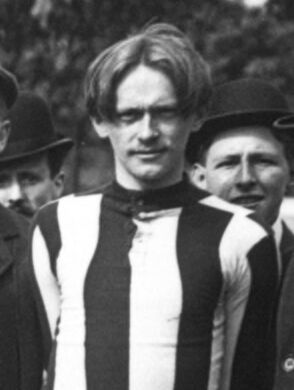
Gabriel Hanot sous le maillot tourquenois.

| Joueur               | Sél. | Période   | Tot. |
| -------------------- | ---- | --------- | ---- |
| Adrien Filez         | 5    | 1904-1908 | 5    |
| Henri Moigneu        | 8    | 1905-1908 | 8    |
| Victor Denis         | 1    | 1908      | 1    |
| Gabriel Hanot        | 11   | 1908-1914 | 12   |
| Fernand Desrousseaux | 1    | 1908      | 1    |
| Henri Lesur          | 6    | 1913-1914 | 6    |
| Charles Dujardin     | 1    | 1913      | 1    |
| Jules Dubly          | 1    | 1914      | 1    |
| Albert Parsys        | 5    | 1914-1920 | 5    |
| Maurice Depaepe      | 1    | 1923      | 1    |
| Victor Farvacques    | 1    | 1928      | 1    |
| Jean Sécember        | 3    | 1932      | 5    |